# Кіклічні поети
Кіклічні поети, також Кікліки — поети грецького епічного циклу (ό κύκλος), в найдавніші часи ототожнювалися з Гомером, який вважався творцем всіх їхніх творів. На сучасному етапі під цією узагальнюючою назвою розуміють ряд наслідувачів «Іліади» та «Одіссеї», що склали здебільшого у 8-7 століттях до н. е. за зразком гомерівських, безліч поем, що описують подвиги богів та героїв. Назва грец. κύκλος додавалася до цих поем з огляду на те, що ними охоплювала все коло грецьких міфологічних сказань.
Але якщо Гомерові поеми розповідали про один якийсь короткий епізод Троянської війни — відповідно про «гнів Ахілла» і «повернення Одіссея» — то гомериди, продовжуючи традиції свого вчителя, намагалися викласти всю міфологічну легенду в кількох епічних поемах, кожна наступна з яких була продовженням попередньої. Таким чином і виникли «кікли» (цикли). Пізніше античні дослідники довели, що кіклічні поеми були створені іншими поетами, навіть називали їхні імена, щоправда, не зовсім достовірно.
Найбільше поем присвячено Троянському циклу міфів. 

## Перелік кіклічних поетів
| - Гомер - Стасін - Креофіл - Паніасій - Арктін - Лесхес - Кінефон - Фесторид (псевдо-Геродот) - Антімах Теоський - Евмел Коринфський | - Егей тройзенський - Діодор Еритрійський - Гегесій Саламінський - Кіпрій Галікарнаський - Каркін Навпактський - Продік Фокейський - Евгаммон Кіренський - Пісіній Ліндський - Пісандр |

## Гомер
Гомер (дав.-гр. Ὅμηρος) — легендарний давньогрецький поет, який вважається автором «Іліади» та «Одіссеї», двох славетних грецьких епічних поем, що започаткували європейську літературу. В античності Гомеру приписувалося авторство й інших творів (див. кіклічні поеми; від деяких з них збереглися фрагменти). Сукупність проблем, пов'язаних з особою Гомера і його відношенням до «Іліади» та «Одіссеї», про час виникнення, склад і взаємозв'язок окремих частин цих поем становлять знамените не тільки в порівняльному літературознавстві, а й у всій науці про античний світ «Гомерівське питання».

### Особливості Гомерівських поем
Велика заслуга Гомера полягає в тому, що до нього поети викладали в коротких піснях тільки невеликі частини з великої області сказань про події Троянської війни, а він поєднав у художньої композиції, дотримуючись законів поетичної єдності, великий, закінчений цикл сказань. Цей цикл, з якого Гомер почерпнув матеріали для обох великих поем, «Іліади» та «Одіссеї», — Троянський цикл[5]. До основних сюжетно-стилістинчих особливостей поем Гомера слід віднести такі:
- розповідь про дійсні історичні події поєднується з авторською вигадкою.
- у монументальній, ідеалізованій формі відтворюються норми героїчної поведінки людини, яка захищає честь, свободу і незалежність свого народу.
- традиційна композиція: заспів, який готує читача до сприйняття розповіді про події; вказує на час і місце події, знайомить з героями. Автор може звертатися до слухача або інших осіб (наприклад, Муза).
- немає розгорнутих описів зовнішності героїв.
- у стилі поем збереглося багато елементів, які беруть початок у пісенній стадії розвитку епосу. Боги, люди, речі — усе має епітети: хмарогонитель Зевс, волоока Гера, прудконогий Ахіллес, шоломосяйний Гектор, ясноока Афіна і так далі.
- у поемах багато повторень. Кількість віршів, що повторюються сягає 2253 (явище ретардації).

До речі, останнім часом усе більшого розповсюдження набуває думка, що Гомер для обробки поеми використовував писемну фіксацію, без неї неможливо осягнути й так струнко, обдумано скомпонувати величезний обсяг матеріалу. Звичайно, про створення письмового тексту в сучасному розумінні, тобто тексту для читання, не було й мови. Уривки героїчного епосу про Троянську війну, як і раніше, виконувалися рапсодами усно. А якщо немає фіксованого, записаного канонічного тексту, то неминуче з'являються різні варіанти, вставки (інтерполяції), купюри тощо. Виникає загроза «розчинення» першоджерела у переспівах, версіях. Сáме бажання зберегти, не дати розчинитися в імпровізаціях текстові «Іліади» спонукало в середині VI ст. до н. е. (час правління в Афінах тирана Пісістрата) створити комісію, яка закріпила текст поеми письмово. не можна не погодитися з думкою відомого літературознавця античника В. Ярхо: «Хоч би як сучасна філологія уявляла собі виникнення гомерівського епосу, для європейської суспільної та естетичної думки протягом багатьох століть Гомер залишався свого роду еталоном усієї давньогрецької культури».
Пізніші давньогрецькі вчені розбили «Іліа-ду» та «Одіссею» на 24 пісні кожну, що складають відповідно 15 693 і 12 110 рядків. Побудовані поеми за єдиним планом: перша розповідає про десятий рік війни під Троєю, друга — про десятий рік блукань Одіссея і повернення його на батьківщину. Зміст поем зосереджений навколо одного героя (Ахілл-Одіссей) та однієї події. В «Іліаді» — це гнів Ахілла, з ним пов'язані всі подальші події. В «Одіссеї» — це мандри Одіссея, зокрема останні сорок днів його пригод, про попередні довідуємося з розповіді самого героя. У поемах багато відступів від основного сюжету, що, з одного боку, уповільнюють розвиток дії, а з іншого — доповнюють і розширюють уявлення слухачів як про героїв, які беруть участь у подіях, так і про характер самих подій. Наприклад, такими відступами стає в «Іліаді» «перелік кораблів», тобто сил ахейців і троянців, розповіді про подвиги Діомеда, нічну розвідку. Діомеда та Одіссея, в «Одіссеї» — рада богів на Олімпі, епізод полювання юного героя на дикого кабана тощо.
Обидві поеми Гомера являють класичний зразок народної епічної творчості. За своїм змістом вони мало схожі, відрізняються і в жанровому плані. «Іліаду», в якій переважають сцени, пов'язані з військовим побутом і бойовими діями героїв, можна визначити як військово-героїчну поему. «Одіссею», де подібних епізодів зовсім мало (в основному — в розповіді самого Одіссея і сцені побиття женихів), а переважають численні пригоди, казково-фантастичні зустрічі героя, побутові й сімейні сцени, є підстави назвати казково-пригодницькою і родинно-побутовою поемою.

## Креофіл
Креофіл Самоський (грец. Κρεόφυλος) — давньогрецький кіклічний поет та співець, якого ставлять у близький зв'язок із поемами Гомера.
Деякі дослідники стверджують, що Креофіл був або зятем, або близьким товаришем Гомера, а відтак отримав у спадок гомерівські вірші. За переказами, Лікург Спартанський отримав гомерівські пісні від нащадків Креофіла.
Місцеперебуванням його одні вчені називають Самос, інші — острів Хіос чи навіть кікладський острів Іос — місця, в яких процвітала гомерівська поезія. Йому приписується епос «Взяття Ехалії» (грец. Οἰχαλίας ά̔λωσις), від якого до нашого часу дійшли тільки кілька уривків. Проте достеменно відомо, що в поемі «Взяття Ехалії» розроблявся сюжет, використаний згодом Софоклом в трагедії «Трахинянки».

## Кінеф
Кінеф, іноді Кінеф Хіосський (грец. Κύναιθος/Κίναιθος) — рапсод, кіклічний поет з острова Хіос, належав до роду Гомеридів. Іноді Кінефові приписуються, так звані, Гомерівські гімни, присвячені Аполлону.
Головне джерело інформації про життя та творчість Кінефа «Схолія» Піндара. Це свідчить про популярність школи Кінефа серед Гомеридів, досить імовірним видається додавання фрагментів, складених Кінефом, до гомерівських поем «Іліади» та «Одіссеї». Більшість дослідників також вважаться його автором Гомерівських гімнів.
Кінеф першим декламував поеми Гомера в Сіракузах впродовж 69-х Олімпійських змагань 504–501 до н. е[1]. Раніше дати викликало багато суперечок, оскільки вважалось, що поеми Гомера стали відомими в Сіракузах набагато раніше. Проте дати 504–501 років до н. е. добре пов'язуються із датою створення Гомерівських гімнів, а саме 522 до н. е.
Втім Євстафій Солунський прямо вказує на Кінефа як першого поширювача поем Гомера, а також «коваля Гомерівських віршів».

## Фесторид
Фесторид Фокейський — легендарний або напів-легендарний давньогрецький кіклічний поет. Авторству Фесторида приписується поема епічного циклу «Мала Іліада».
Фесторид Фокейський є однією з головних дійових осіб вигаданого «Життя Гомера», приписуваного псевдо-Геродоту. Згідно з цими свідченнями, коли Гомер прибув в Фокею Фесторид запропонував йому кров та їжу в обмін на право передавати його вірші в письмовому вигляді. Гомер не мав іншого вибору, окрім як погодитися, і читав Фесториду свої поеми «Іліаду», «Одіссею», а також місцеві фокейські епічні історії та легенди. Ця історія є унікальною серед стародавніх легенд про Гомера, яка свідчить про писемність оточення Гомера, адже всі інші джерела стверджують, що поеми Гомера передавалися виключно усно його послідовниками, а пізніше їхніми нащадки.
«Життя Гомера» додає, що Фесторид потім переїхав на острів Хіос, де він декламував поеми Гомера, ніби вони були його власними, і став знаменитим рапсодом. Чутки про те, що Фесторид приписує собі поеми досягли й самого Гомера, і він вирішив сам відвідати Хіос. Це загрожувало Фесториду ганьбою і той поспішив покинути острів.

## Кіклічні Поеми
Поеми кіклічних поетів не дійшли до нас, але зміст їх відомий зі збереженої Фотієм хрестоматії Прокла. Перші поеми кікліків «Теогонія» і «Титаномахія», розповідають про одруження Урана (неба) на Геї (землі), про народження трьох сторуких гігантів і трьох циклопів, з якими богам довелося вступити в боротьбу; про воцаріння Зевса та інші події, знайомі нам по «Теогонії» Гесіода.
Три поеми викладали фіванські оповіді: «Едіподія», «Фіваїди» і «Епігони». «Фіваїду» Павсаній ставить дуже високо, поряд з «Іліадою» й «Одіссеєю». Про події, що передували описуваним в «Іліаді», розповідала кіпрська поема «Кіпрії». «Ефіопіда» прямо примикала до останнього вірша «Іліади». Автором цієї поеми вважався Арктін, син Тілеса. Йому ж приписується і поема про «Зруйнування Іліона». Їй передувала в епічному циклі «Мала Іліада». За вказівкою Аристотеля, «Мала Іліада» дала сюжет не менше 8 трагедій, «Іліада» Гомера тільки однієї чи двох. Поема про «Повернення додому», тобто «Ности» розповідала про долю ахейців, що повернулися з походу. Найпізніша і найслабша з кіклічних поем — «Телегонія» Евгаммона Кіренського, яка оповідала про смерть Одіссея, про одруження Телемаха на Цирцеї.
За невеликою кількістю уривків важко оцінити художню майстерність творів кіклічних поетів. Дослідники вважають, що деякі з них могли відрізнятися наочністю і живописом подій, але більшість прагнула лише до нагромадження фактів, мало турбуючись про зосередження оповідання навколо однієї дії. Близькість розквіту грецької лірики позначилася у кікліків в перевазі еротичних мотивів і мрій. Зменшення інтересу до епосу, поява лірики і прозових творів були причиною того, що ніхто з кікліків не досяг популярності гомерівських поем. В пізнішу епоху Греції, ще більше — у Римській імперії поеми кікліків служили для шкільного вивчення. Їх переказували, компілювали, створювали по них таблиці малюнків для наочного навчання і тому подібне. Така мармурова Іліонская дошка нині зберігається в Неаполітанському музеї. Ще раніше багатим матеріалом кікліків користувалися поети, особливо трагіки, і художники, переважно скульптори. У Гьельбаші, Лікія, знайдений цілий цикл рельєфних зображень подій фіванскої і троянської воєн, а також міфів про Персея і Тесея.
Перша поема, «Кіпрії», починається з бесіди між Зевсом і богинею правосуддя Фемідою, які вирішили допомогти Геї-матері й у великій війні знищити частину людей, які стали для неї важким тягарем. До того ж Зевс закохався у морську богиню-красуню Фетіду, але від Прометея дізнався, що народжений від нього син стане сильнішим за нього і скине його з трону, як він сам вчинив із Кроном. Тому вирішив Зевс віддати Фетіду за земного царя Пелея.
Усі боги зібралися на весілля, всі принесли щедрі подарунки. Принесла свій подарунок і зла богиня розбрату Ерида, яку не запросили на бенкет. І кинула на весільний стіл чудове яблуко з написом: «найпрекраснішій». Особливою вродою серед богинь славилися Афродіта, Гера та Афіна. От і засперечалися вони за те яблуко, тобто за право називатися найвродливішою. Щоб установити мир між богинями, Зевс порадив звернутися до прекрасного пастуха Паріса, що випасав стада на горі Іді й не знав, що він син троянського царя Пріама. Кожна з богинь пообіцяла Парісові свої дари: Гера — багатство і родинне щастя, Афіна — мудрість і славу могутнього воїна, Афродіта — кохання найпрекраснішої жінки Єлени, дружини царя Менелая, Паріс обрав дар Афродіти. Через це в Троянській війні, що згодом розпочалася, ображені Гера й Афіна стали на бік ахейців, а не троянців.
Гостюючи після змагань у Менелая, Паріс скористався його від'їздом у справах і викрав Єлену, а з нею і скарби царя. Розгніваний Менелай звернувся до всіх нруцьких вождів із закликом допомогти йому повернути дружину. Колись усі вони були закохані у Єлену і вирішили, що тому, хто стане її чоловіком, усі допомагатимуть захищати її. Зібралося величезне військо, а в морському місті Авліда для нього було збудовано багато кораблів. Та не хотіли спочатку боги, щоб грецький флот вирушав на Трою, і наслали безвітряну погоду. Лише принесення в жертву найвродливішої дівчини в Греції могло врятувати похід. Нею вважалася Іфігенія, дочка Агамемнона, який очолював військо. Довелося царю обманом викликати з Аргосу Іфігенію і заколоти її на священному вівтарі. Ніхто й не помітив, що в останню мить богиня Артеміда підмінила дівчину ланню, а саму Іфігенію перенесла в далеку Тавриду і зробила її головною весталкою свого храму.
Після цього з попутним вітром кораблі ахейців вийшли в море. Прибувши під Трою, вони вирядили до міста послів — Одіссея і Менелая — з вимогою повернути Єлену. Але троянці їм відмовили. Почалася кривава війна, що тривала десять років. Троянцям допомагали азійські царі, що приводили в загони воїнів. Боги, незважаючи на заборону Зевса, постійно втручалися в події й навіть самі брали участь у війні. Дев'ять з лишком років облягали греки оточену високими мурами неприступну Трою.
Поема закінчувалася епізодом поділу трофеїв після чергового бою. Крім коштовностей, Агамемнон одержав дочку жерця храму бога Аполлона Хріза — Хрізаїду, а Ахілл — красуню Брізеїду. Автором поеми вважався Стасін з острова Кіпр (звідси її назва — «Кіпрії»).
Другою поемою циклу була «Іліада», яку продовжувала «Ефіопіда», названа так на честь ефіопського царя Мемнона, що з великим військом прийшов на поміч Трої.
Поема містила відомості про войовниче плем'я амазонок, які також прийшли виручати троянців, їх очолювала відважна Пенфесілея, що загинула у двобої з Ахіллом. Проте незабаром був убитий і цей православний герой, його вразив стрілою троянець Паріс. Далі йшлося про запеклу суперечку за право володіти бойовим обладунком Ахілла Теламонідом. Розпалений образою — підкуплені Одвссеєм полонені засвідчили, що Аякс переміг меншу кількість троянців, ніж його суперник — герой втратив розум і почав знищувати отару овець. Прийшовши до тями, заколов себе від сорому. Особливе місце займала розповідь про подвиги царя Мемнома, вбитого Ахіллом. Син богині Еос Меменом стає безсмертним. Завершується поема, подібно до «Іліади», похованням героя, цим разом — Ахілла. Можливим автором називали Арктіна Мілетського.
Кіклічні поеми до нових часів не дійшли, їх сюжети відомі з інших античних джерел. Найімовірніше, це пояснюється художньою недосконалістю самих поем. Досить примітивні за викладом, вони в послідовному порядку розповідали про окремі події та епізоди, часом не пов'язані між собою. По суті, це був поетичний виклад міфологічних хронік, головну увагу автори звертали на зміст, нехтуючи формою. За художньою вартістю кіклічні поеми непорівнянні з гомерівськими.

## Найвідоміші кікли давньогрецької Літератури
Еллінських міфів так багато, що зібрати й вивчити їх усі просто неможливо. Проте вже в архаїчні (найдавніші) часи деякі з них стали надзвичайно популярними. Якийсь особливо шанований еллінами герой (скажімо, Геракл або Тезей) міг стати головним персонажем не одного, а цілої низки міфів. Як нитка тримає перлинки в намисті, так і цей герой об'єднував, ніби пов'язував міфи в певну сукупність, яку елліни уявляли як своєрідний «вінок» або «коло». Українське слово «коло» (круг) еллінською звучить як «кіклос», ми ж кажемо «цикл» (звука «ц» греки взагалі не знали й вимовляли «кіклоп», а не «циклоп», або «Кербер», а не «Цербер»). Отже, сукупність міфів, об'єднаних спільним місцем дії, героєм або подією, стала називатися міфічним циклом. Найвідомішими в еллінській міфології та літературі є троянський і фіванський цикли, а також цикл міфів про аргонавтів.

## Перелік кіклічних поем

### Епічний цикл
- Кіпрії приписується Гомеру або Стасіну, або Гегесію Саламінському, або Кіпрію Галікарнаському.
- Іліада приписується Гомеру.
- Ефіопіда приписується Арктіну.
  - Амазонія приписується Гомеру
- Мала Іліада приписується Лесхесу або Кінефу, або Діодору Еритрійському, або Гомеру
- Зруйнування Трої приписується Арктіну.
- Ности приписується Евмелу Коринфському або Егею Тройзенському, або Гомеру
- Одіссея приписується Гомеру.
- Телегонія приписується Кінефу.
  - Феспротії (можливо, інша назва Телегонії)

### Троянський цикл
Безпосередньо пов'язаний з містом Іліоном, або Троєю. Розповідає про події або наслідки Троянської війни.
- Іліада автором якої є Гомер.
- Філоктет Софоклова трагедія.
- Іфігенія в Авліді Еврипіда.
- Андромаха та Гекуба автором яких є також Еврипід.
- Енеїда, яку написав Вергілій.

### Фіванський цикл
- Едіподея приписується Кінефу
- Фіваїда приписується Гомеру
- Епігони приписується Антімаху Теоському або Гомеру
- Алькмеон
- Одісея автором якої є Гомер.
- Епід-цар трагедія Софокла.
- Епід у Колоні, Антігона які також належать Софоклу.
- Фінікіянка Еврипідова трагедія.

### Цикл міфів про аргонавтів
Розповідається про пригоди Ясона та його команди у пошуках золотого руна.
- Піфійська ода Піндара.
- Метаморфози поема Овідія.
- Медея яку написав Еврипід.
- Аргонавтика Аполлонія Родоського.

### Поеми поза циклами
- Титаномахія приписується Евмелу Коринфському
- Гераклея вважається вкраденою у Пісінія Ліндського Пісандром
- Взяття Ехалії передана Гомером Кінефу
- Навпактія приписується Арктіну або Каркіну Навпактському
- Фесторид Фокейський приписується Фесториду Фокейському або Гомеру
- Міній приписується Продіку Фокейському
- Данаіда
- Европія, могла називатись Бугонія, приписується Евмелу Коринфському